# Wilson Bigaud
Wilson Bigaud est un peintre haïtien né le 29 janvier 1931 à Port-au-Prince, décédé le 22 mars 2010 à Vialet, commune de Petit-Goâve.
Membre fondateur de l'école haïtienne, c'est Hector Hyppolite qui découvre son talent et l'introduit au Centre d'art de Port-au-Prince.
En 1950, Wilson Bigaud fait partie, avec Castera Bazile, Philomé Obin, Préfète Duffaut, Toussaint Auguste et Rigaud Benoit, du groupe de peintres qui décorent la cathédrale Sainte-Trinité de l’Église épiscopale à Port-au-Prince : il peint Les Noces de Cana, dans le transept sud. La cathédrale Sainte-Trinité a été détruite lors du séisme du 12 janvier 2010. Ses œuvres ont été exposées en 1963, lors de l'exposition 19 Peintres de Haïti à Bruxelles et en 1964, lors de l'exposition 20th Century Latin American Naïve Art à La Jolla.